# 塔圆腹蛛
塔圆腹蛛（学名：Dipoena turriceps）为球蛛科圆腹蛛属的动物。在中国大陆，分布于四川、广西、海南等地，常见于果园、茶园的草丛中。该物种的模式产地在四川。